# نسبیت عددی
نسبیت عددی (به انگلیسی: Numerical relativity) یکی از شاخه‌های نسبیت عام است که از الگوریتمها و روشهای عددی برای حل و تحلیل مسائل بهره می‌گیرد. امروزه اغلب ابررایانه‌ها برای مطالعه سیاهچاله‌ها، امواج گرانشی، و ستاره‌های نوترونی و بسیاری پدیده‌های دیگر که نظریه نسبیت عام اینشتین بر آنها حاکم است، به خدمت گرفته می شوندو یکی از شاخه‌های پژوهشی فعال کنونی در نسبیت عددی، شبیه‌سازی نسبیتی دوتایی‌ها و امواج گرانشی متناظرشان با استفاده از ابر رایانه‌ها است. سایر شاخه‌ها نیز کاملاً فعال هستند.